# Bagrus ubangensis
Bagrus ubangensis es una especie de pez de la familia Bagridae en el orden de los Siluriformes.

## Morfología
Los machos pueden llegar alcanzar los 31,5 cm de longitud total.

## Distribución geográfica
Se encuentra en la cuenca del río Congo.